# Генетична генеалогия
Генетична генеалогия се нарича приложението на генетиката в традиционната генеалогия.
Използва ДНК-тестове в комбинация с традиционни методи за генеалогични изследвания. Обикновено успехът на традиционните методи зависи изцяло от запазването и/или съхранението на историческите паметници. В случаите на непълнота и/или липса на такива на помощ идва генетичната генеалогия.
Всеки човек носи в себе си своеобразен „биологичен паспорт“, който не може да бъде загубен – наследствената информация, кодирана в неговата ДНК. Тъй като наследствената информация се предава от родители на деца, изследването ѝ с методите на генетичната генеалогия позволява проверката на това дали двама души споделят общ прародител. Изследването на срещащата се само при мъжете Y-хромозома позволява проверката за общ прародител по мъжка линия, а на митохондриалната ДНК (мтДНК) – по женска линия.